# Absaroka
Absaroka (także Absaroka Range) – pasmo górskie w Stanach Zjednoczonych (położone w stanach Montana i Wyoming), w Górach Skalistych, rozciągające się na ok. 240 km. Od innych pasm przedzielone jest uskokami tektonicznymi. Dzieli się na mniejsze pasma m.in.: Northern Absaroka Range, Beartooth Mountains, Central Absaroka Range, Southern Absaroka Range, Washakie Range i Owl Creek Mountains.
Najwyższym szczytem jest Francs Peak wznoszący się na 4009 m n.p.m. Znajduje się tam również 46 szczytów o wysokości ponad 3700 m n.p.m. Pasmo zasila liczne rzeki, a przede wszystkim rzekę Yellowstone i jej dopływy, w tym największy – rzekę Bighorn.
Wschodnia część tego pasma należy do amerykańskiego parku narodowego Yellowstone, otwartego tylko w sezonie letnim. Są tam też inne chronione tereny: lasy, pustynia i puszcze. W części środkowej Absaroka Range, u źródeł rzeki Shoshone River, położona jest osada Pohaska. Jest to obszar bogaty w złoża azbestu, korundu, talku i rud uranu.
Nazwa pasma pochodzi z języka Indian, słowo absaroka oznacza w nim wrony i jest nazwą plemienia indiańskiego (por. Wrony).